# Línia 6 del metro de Barcelona
La línia 6 del metro de Barcelona és un servei de ferrocarril metropolità soterrat que forma part de la Línia Barcelona-Vallès de Ferrocarrils de la Generalitat de Catalunya (hereva dels Ferrocarrils de Catalunya), compartint infraestructura amb cinc serveis més. La companyia Ferrocarril de Barcelona a Sarrià (FBS) va construir i inaugurar el Tren de Sarrià l'any 1863, va ser soterrat posteriorment i la branca de Reina Elisenda es va inaugurar l'any 1976.

Pel que fa als túnels, la línia 6 comparteix túnel amb la resta de serveis de la línia Barcelona-Vallès entre l'estació terminal de Pl. Catalunya i Sarrià. Amb la línia 7 només fins a Gràcia, on es bifurca per arribar a l'Av. Tibidabo.

Esquema de la línia 6

## Característiques generals

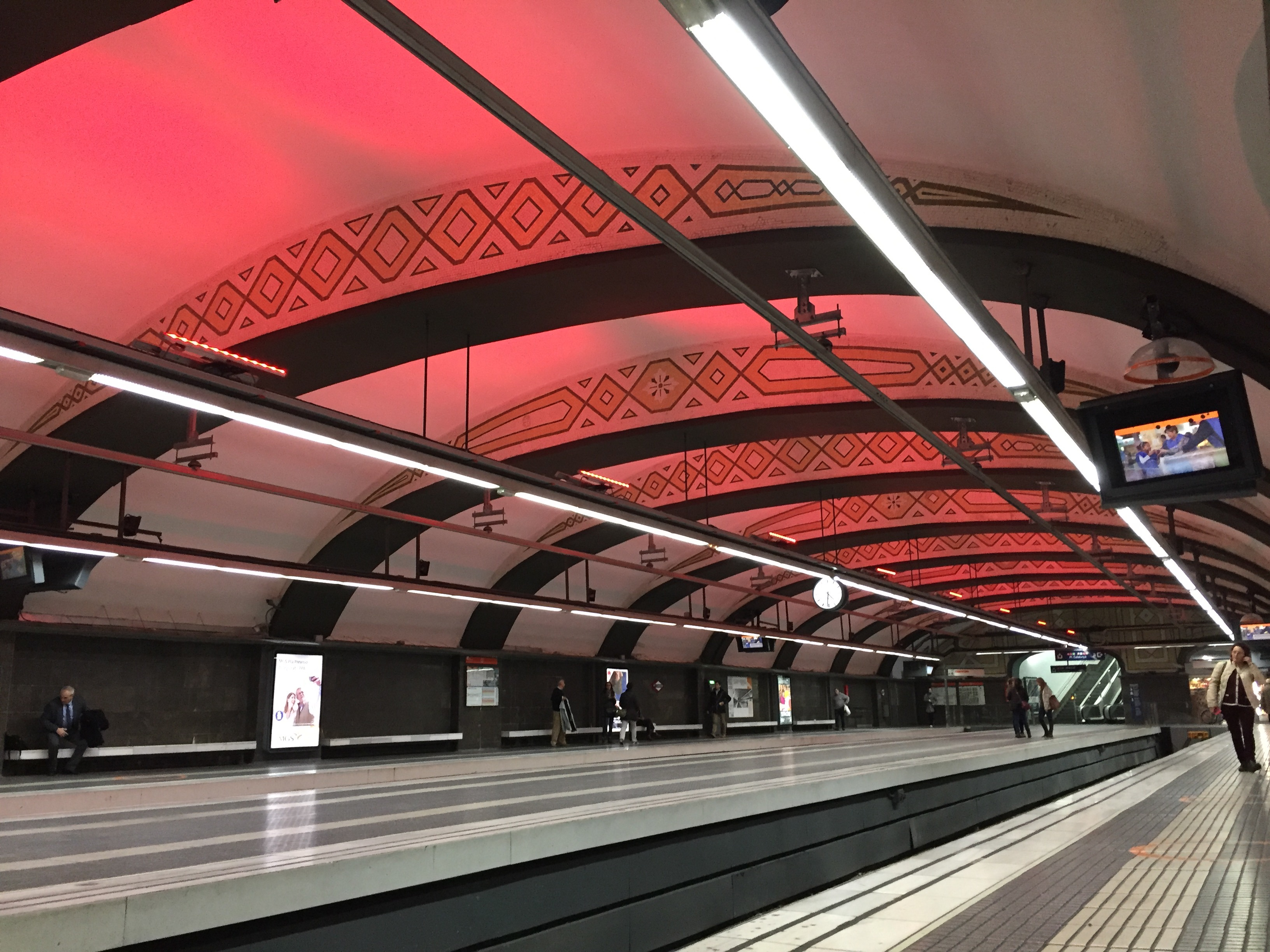
Estació de Plaça Catalunya.

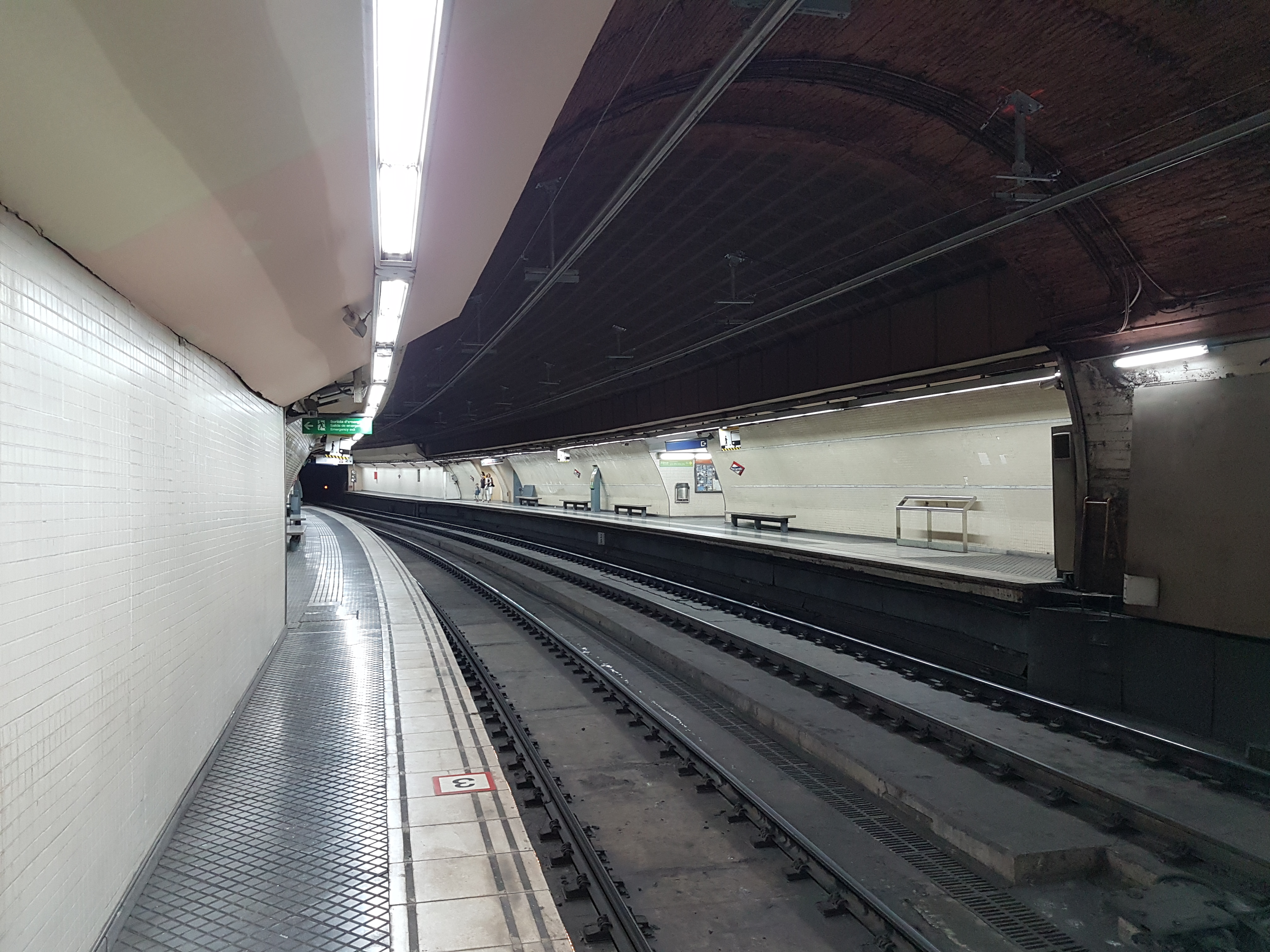
Estació de Sant Gervasi.

Estació de Sarrià.

La línia 6 és una línia operada per Ferrocarrils de la Generalitat de Catalunya (FGC). El traçat de la línia, que uneix Pl. Catalunya i Sarrià, és de doble via soterrada completament.
Tradicionalment, les línies urbanes de FGC (L6, L7 i L8) no s'han considerat part del metro de Barcelona fins a la integració tarifària l'any 2001 de tota la xarxa de transports de la primera corona de l'àrea metropolitana de Barcelona, el canvi de nomenclatura l'any 2003 de U6, U7 i S3 a L6, L7 i L8 (U d'urbà per L de línia) i l'augment de la freqüència de pas.
El Centre d'Operacions de Rubí, és el dipòsit i taller central de la línia Barcelona-Vallès i el centre de comandament de la circulació ferroviària. Anteriorment les cotxeres i tallers també es trobaven a les cotxeres de Sarrià, però aquestes van ser desmantellades l'any 2004 per centralitzar-ho al COR de Rubí.
Actualment circulen per la línia trens de les sèries 112 i 113. La línia 6 té una longitud de 4,6 quilòmetres, vuit estacions i en el global de la línia Barcelona-Vallès a la zona 1 de l'ATM l'any 2010 es van realitzar un total de 29 milions de viatges, segons l'Autoritat del Transport Metropolità.
El servei té una freqüència de pas variable: els dies feiners en hora vall (9h - 16h) és de 6 minuts, mentre que en hora punta de la tarda (16h - 21h) és de 12 minuts, ja que es combina amb els trens de les línies S1 i S2. En hora punta del matí (7h - 9h) no circula per tal de deixar solcs lliures per a més serveis suburbans cap al Vallès. Pel que fa als dissabtes i festius, la línia circula amb una freqüència de 15 minuts. El 14 d'abril de 2007 es va iniciar el servei de metro nocturn els dissabtes a la nit i a la revetlla de festius, però a partir del 7 de gener de 2012 es deixarà d'oferir aquest servei a les línies metropolitanes de FGC per racionalitzar despeses.
Municipis coberts
L'únic municipi cobert per la línia és la ciutat de Barcelona. A la ciutat de Barcelona transcorre per tres districtes: l'Eixample, Gràcia i Sarrià-Sant Gervasi.

### Estacions
Les estacions són majoritàriament amb andanes laterals, excepte Sarrià, que té una andana central, la Bonanova i Muntaner, que tenen andanes del tipus Barcelona. La totalitat de les estacions de la línia estan adaptades a persones amb mobilitat reduïda.
Hi ha un total de dues estacions amb correspondència amb altres línies de metro de TMB i trens de rodalia i regionals i sis estacions amb enllaços amb altres serveis de FGC:
| Estació         | Metro | Altres |
| --------------- | ----- | ------ |
| Sarrià          | obres |        |
| Les Tres Torres |       |        |
| La Bonanova     |       |        |
| Muntaner        |       |        |
| Sant Gervasi    |       |        |
| Gràcia          | obres | obres  |
| Provença        |       |        |
| Pl. Catalunya   |       |        |

## Història

### Cronologia
- 1863: s'inaugura el Ferrocarril de Barcelona a Sarrià (FBS), una línia d'ample ferroviari ibèric i tracció de vapor.
- 1874: l'empresa acumula deutes i és absorbida per Ferrocarril de Sarrià a Barcelona S.A. (FSB).
- 1905: s'electrifica la línia i canvia a l'ample estàndard.
- 1912: es constitueix Ferrocarrils de Catalunya S.A., que compra Ferrocarril de Sarrià a Barcelona S.A.
- 1929: soterrament de la línia entre Plaça Catalunya i Muntaner.
- 1953: s'inaugura la branca d'Avinguda Tibidabo, més tard anomenada línia 7 de FGC.
- 1976: es crea la branca de Reina Elisenda.
- 1977: problemes econòmics de la companyia Ferrocarril de Sarrià a Barcelona SA fa que abandoni el ferrocarril i Ferrocarrils de Via Estreta (FEVE) n'assumeix l'explotació.
- 1978: l'Estat traspassa la línia a la Generalitat de Catalunya.
- 1979: es constitueix l'empresa pública de la Generalitat de Catalunya: Ferrocarrils de la Generalitat de Catalunya, i es converteix en l'operadora de la línia.
- 1996: es posa en marxa l'anomenat metro del Vallès i es numeren els serveis de FGC, la branca de Reina Elisenda passa anomenar-se U6.
- 2001: es produeix la integració tarifària a la primera corona de l'Àrea metropolitana de Barcelona.
- 2003: la línia de Reina Elisenda passa a anomenar-se línia 6.
- 2008: es fa públic el projecte per la construcció d'una cua de maniobres a l'estació de Pl. Catalunya.
- 2011: el nou govern de la Generalitat de Catalunya fa públic que estudia alternatives per augmentar les freqüències de trens i posposa la construcció de la cua de maniobres de Pl. Catalunya.
- 2014: FGC compra 19 unitats de la sèrie 113 i 5 de la sèrie 114 per a renovar el parc mòbil i retirar les seves unitats més antigues de la circulació.
- 2016: A causa de canvis en la infraestructura ferroviària, la línia 6 finalitza a Sarrià i la relació Sarrià-Reina Elisenda passa a ser servida per la nova línia 12, que s'estrena el 12 de setembre de 2016.

### Tren de Sarrià

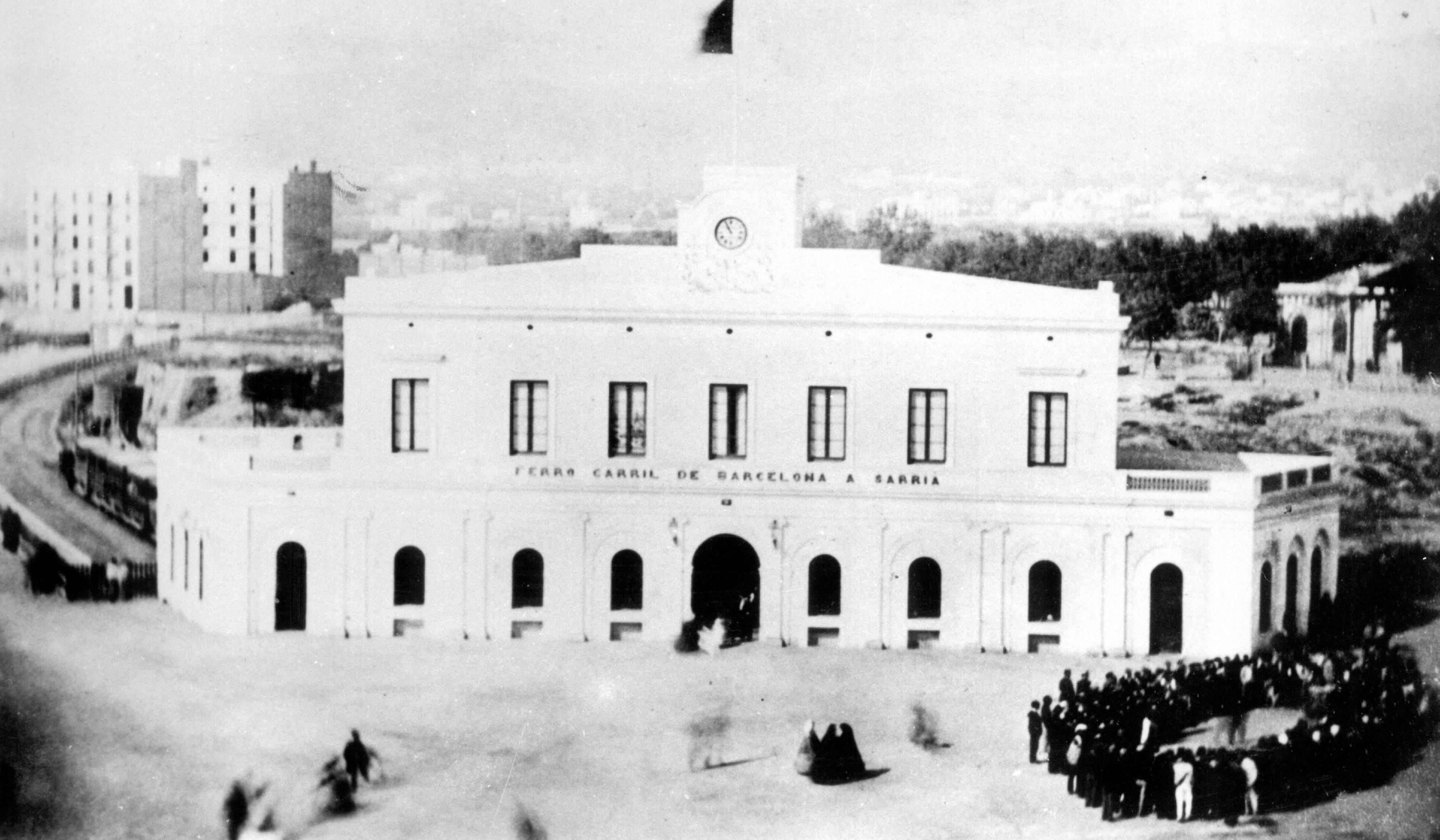
Antiga estació de Plaça de Catalunya, terminal del Ferrocarril de Sarrià.

El "Ferrocarril de Sarrià a Barcelona" popularment conegut com a tren de Sarrià construït per la Companyia del Ferrocarril de Barcelona a Sarrià va ser inaugurat l'any 1863 amb tracció a vapor, en superfície i ample ibèric antic (1.672 mm). La concessió de la línia data del 1856 i tenia una longitud de 4,72 km per unir Barcelona amb els municipis de Gràcia, Sant Gervasi de Cassoles i Sarrià. El projecte inicial es va replantejar, ja que el trajecte tallava per la meitat les illes projectades per Ildefons Cerdà, fent que passés pel carrer de Balmes i Via Augusta.
La línia tingué molt d'èxit, tot i això l'any 1874 l'empresa per acumulació de deutes fou absorbida per una nova societat anomenada Ferrocarril de Sarrià a Barcelona. El 1905 s'electrificà i canvià l'ample de la via a estàndard (1.435 mm).
Al llarg del temps FBS va augmentar el nombre d'estacions amb la construcció de més baixadors a Provença el 1882, a la Bonanova el 1887 i a Muntaner el 1908.

### Ferrocarrils de Catalunya i extensió al Vallès

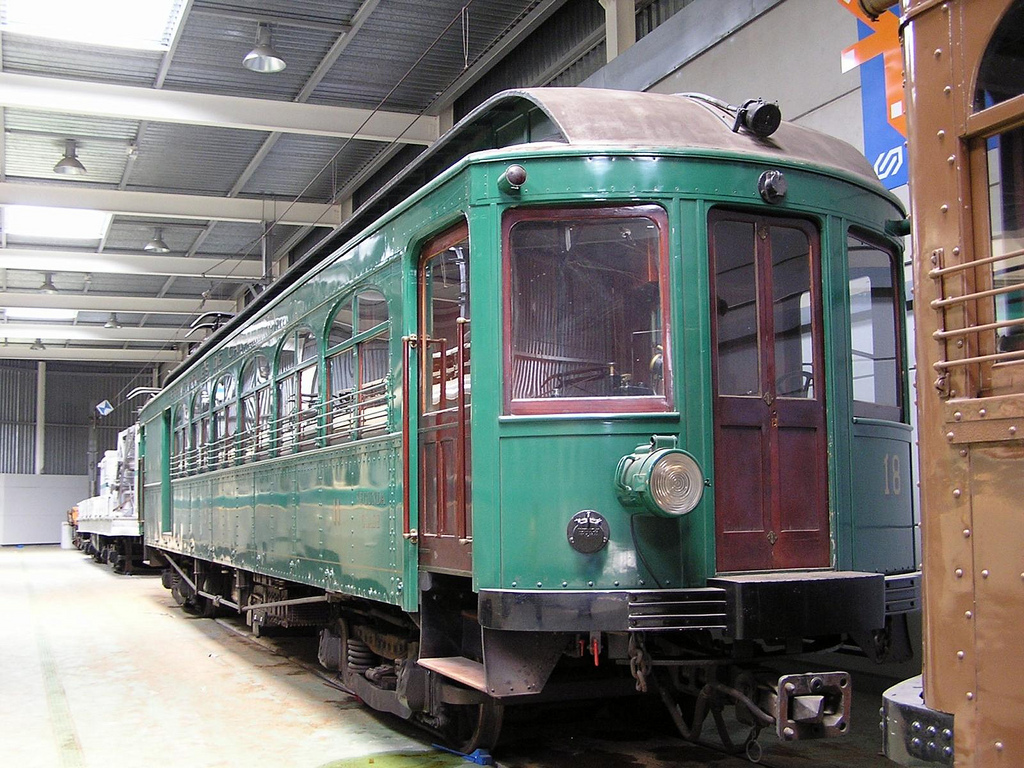
Brill número 18 de FCC.

Tot i l'existència del Ferrocarril de Barcelona-Saragossa (via Terrassa i Sabadell) que uneix el Vallès Occidental amb Barcelona des del 1855 el gran creixement de Barcelona i també de Sabadell i Terrassa feia palesa la importància d'una comunicació més directa. Des de mitjans del segle xix i fins a la darreria de segle, van haver diversos projectes per la construcció de serveis ferroviaris entre Barcelona i el Vallès, que per diverses raons no es van dur a terme.
Carles Emili Montañès, se li va atorgar una concessió d'un ferrocarril entre Sarrià i les Planes de Vallvidrera, que circularia en terrenys revertibles a l'Estat. Montañès no disposava de suport financer i va buscar la col·laboració del Doctor Frederick Stark Pearson. El tram entre Sarrià i Barcelona es faria amb l'adquisició del Tren de Sarrià de FSB, que a la vegada era propietat de la Société Générale de Tramways Électriques en Espagne (SGTEE).
El 1912 es constituïa Ferrocarrils de Catalunya S.A. (FCC). L'empresa va començar a actuar per ampliar el Tren de Sarrià cap al Vallès amb l'inici de les obres del túnel de Vallvidrera al maig i a l'any següent entre les Planes i Sant Cugat.
El 1917 arribava el ferrocarril a Sant Cugat, el 1921 a l'estació de Terrassa (ara anomenada Terrassa-Rambla), i a l'estació de Sabadell-Rambla no va arribar fins al 1925, ja que el consistori va pressionar perquè la línia fos subterrània.

### Soterrament a Barcelona
Amb els anys el Tren de Sarrià es va tornar «una molèstia per al desenvolupament de Barcelona i un perill constant per la circulació» segons l'Ajuntament de Barcelona, i apareixia el soterrament al "Pla General d'Enllaços" de l'any 1917. Així que es van iniciar a la dècada de 1920 les obres per soterrar el ferrocarril sota el carrer de Balmes.
El 1924 va ser l'any amb més nombre de viatgers però el tràfic va anar disminuint a causa de les molèsties per les obres de soterrament del Tren de Sarrià, que havien obligat a canviar l'emplaçament habitual de les estacions de Barcelona i Gràcia. El 1929 s'obria el tram soterrat entre Barcelona - Pl. Catalunya i Muntaner.
El 1952 es van acabar les principals obres de soterrament del Tren de Sarrià, el 1954 entrà en servei el nou ramal Gràcia i Avinguda Tibidabo i el 1959 s'inaugurava la segona nau de l'estació de Plaça Catalunya.
Es van realitzar altres millores com la instal·lació de noves subestacions transformadores d'electricitat a Sarrià i Sant Cugat (1966-1972), la creació del Control de Trànsit Centralitzat a Sant Cugat el 1973.

### Branca de Reina Elisenda
La branca de Reina Elisenda parteix de la línia general a l'estació de Sarrià fins a l'estació de Reina Elisenda, sent aquesta l'única estació. Les obres van ser costoses pel reforç que es va dur a terme dels fonaments de l'església de Sant Vicenç de Sarrià. A l'estació de Sarrià es van construir dues vies per la continuació del Tren de Sarrià cap a Reina Elisenda i dues vies per als trens de Ferrocarrils de Catalunya.
Durant la construcció de la nova secció es van cobrir alguns trams que no van ser coberts, com l'estació de Sarrià a la Via Augusta, suposant la remodelació d'aquesta estació. Amb la previsió de poder perllongar posteriorment la línia fins a Esplugues de Llobregat. El ramal es va posar en funcionament l'any 1976 coincidint amb la festa major de Sarrià, va tenir un cost de 140 milions de pessetes amb un recorregut de 500 metres.

### Clausura i transferència a FEVE
Les companyies FSB i FCC a partir de la dècada de 1970 va començar a patir problemes financers a causa de la inflació, l'augment de les despeses d'explotació i perquè el Govern feia mantenir tarifes polítiques i sense cap compensació. El 1977 després de demanar subvencions a diferents institucions, va sol·licitar el rescat de la concessió de les línies urbanes però l'Ajuntament de Barcelona va denegar la petició.
Durant l'any 1977 els comitès d'empresa de FSB i FCC van organitzar vagues perquè el seu salari fos similar als treballadors d'altres empreses de transports, l'empresa tot i augmentar preus havia tingut pèrdues i ja no es veia viabilitat a la continuació de la prestació del servei. El Ministeri d'Obres Públiques del Govern d'Espanya va plantejar la possibilitat de traspassar el servei a Ferrocarriles de Vía Estrecha (FEVE), però els treballadors no estaven d'acord i plantejaven la creació d'un consorci.
El 23 de maig de 1977 els Ferrocarrils de Catalunya van anunciar la clausura de la xarxa a partir del 20 de juny. El 17 de juny de 1977 per Reial Decret es van transferir les línies a Ferrocarriles de Vía Estrecha de forma provisional, mentre el Ministeri d'Obres Públiques del Govern d'Espanya, la Diputació de Barcelona, la Corporació Metropolitana de Barcelona i l'Ajuntament de Barcelona estudiaven el règim d'explotació d'aquesta xarxa. A causa de la indefinició es va produir una degradació del material i les instal·lacions dels Ferrocarrils de Catalunya, que en algun moment van determinar la paralització de l'explotació.

### Creació de FGC i millores

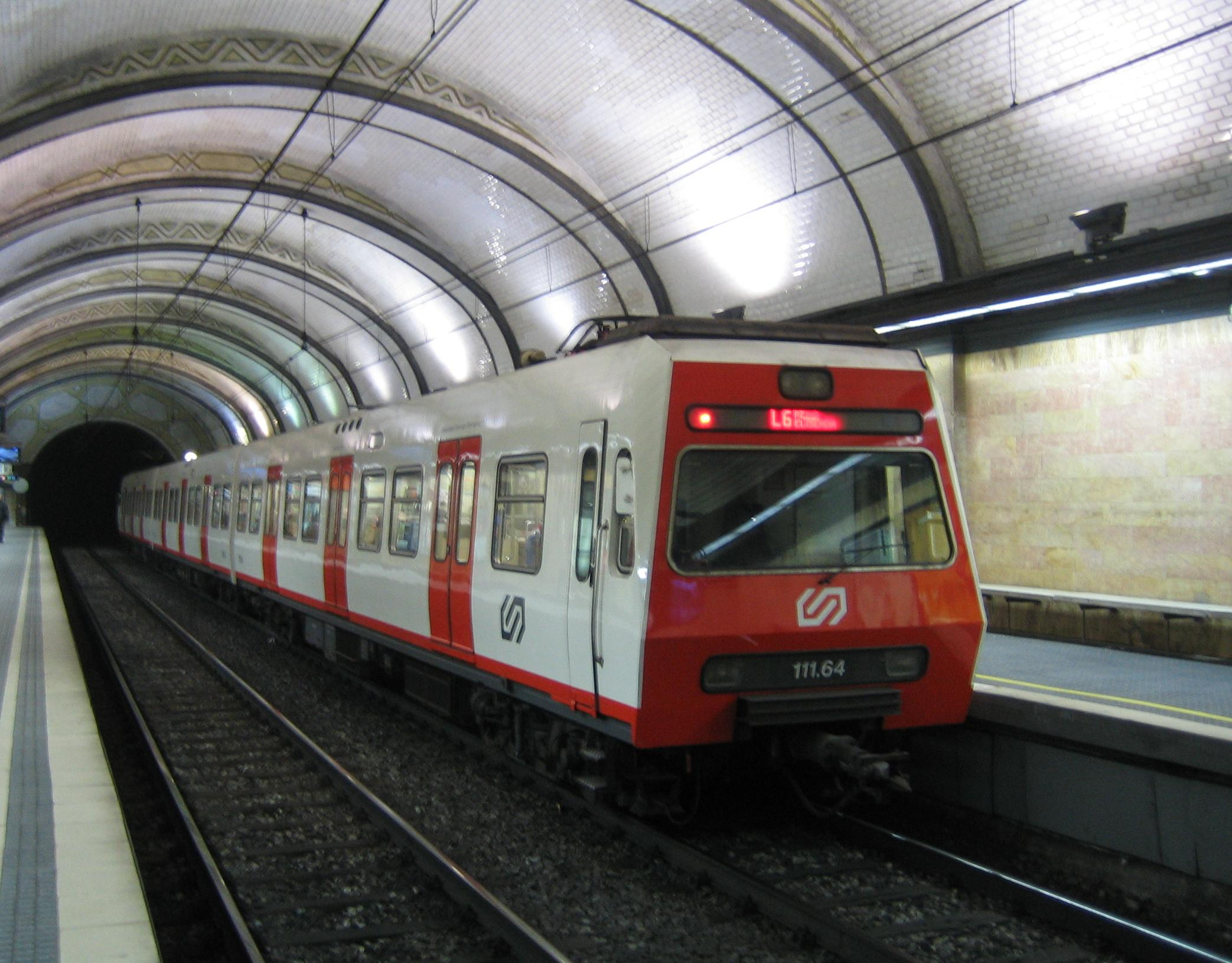
Tren de la sèrie 111 a Provença en servei L6, després de la integració dels serveis urbans al metro de Barcelona.

Amb la reinstauració de la Generalitat de Catalunya, el Govern d'Espanya va traspassar a la Generalitat la gestió de les línies explotades per FEVE a Catalunya, gestionant així els Ferrocarrils de Catalunya a través del Departament de Política Territorial i Obres Públiques (DPTOP) fins que es va crear el 1979 l'empresa Ferrocarrils de la Generalitat de Catalunya (FGC), la qual integrava el 7 de novembre a la seva xarxa aquests ferrocarrils amb la denominació línia Catalunya i Sarrià.
A la Generalitat li van ser traspassades l'any 1978 les línies dels Ferrocarrils Catalans (Línia Llobregat-Anoia) i Ferrocarrils de Catalunya i Sarrià (Línia Barcelona-Vallès), amb un estat deficient que obligava a elaborar un pla de millora.

### Integració al metro: d'U6 a L6
La companyia impulsà una gran modernització de la línia. Al juliol del 1996 es posà en marxa el "Metro del Vallès", és a dir, l'augment dels serveis i la freqüència de pas dels trens, acompanyat d'un canvi d'imatge. En quatre mesos l'augment de passatgers va ser de mig milió de persones als serveis de la Línia Barcelona-Vallès. Va suposar la inversió de 15.000 milions de pessetes.
Els serveis es van numerar, començant a utilitzar per a la línia 6 el color violeta i la identificació "U6" ("U" d'urbà). L'any 2003, juntament amb la posada en funcionament de la línia 11 del FMB, la U6 es reanomena al nom actual, L6 ("L" de línia).

### Cua de maniobres de Plaça Catalunya

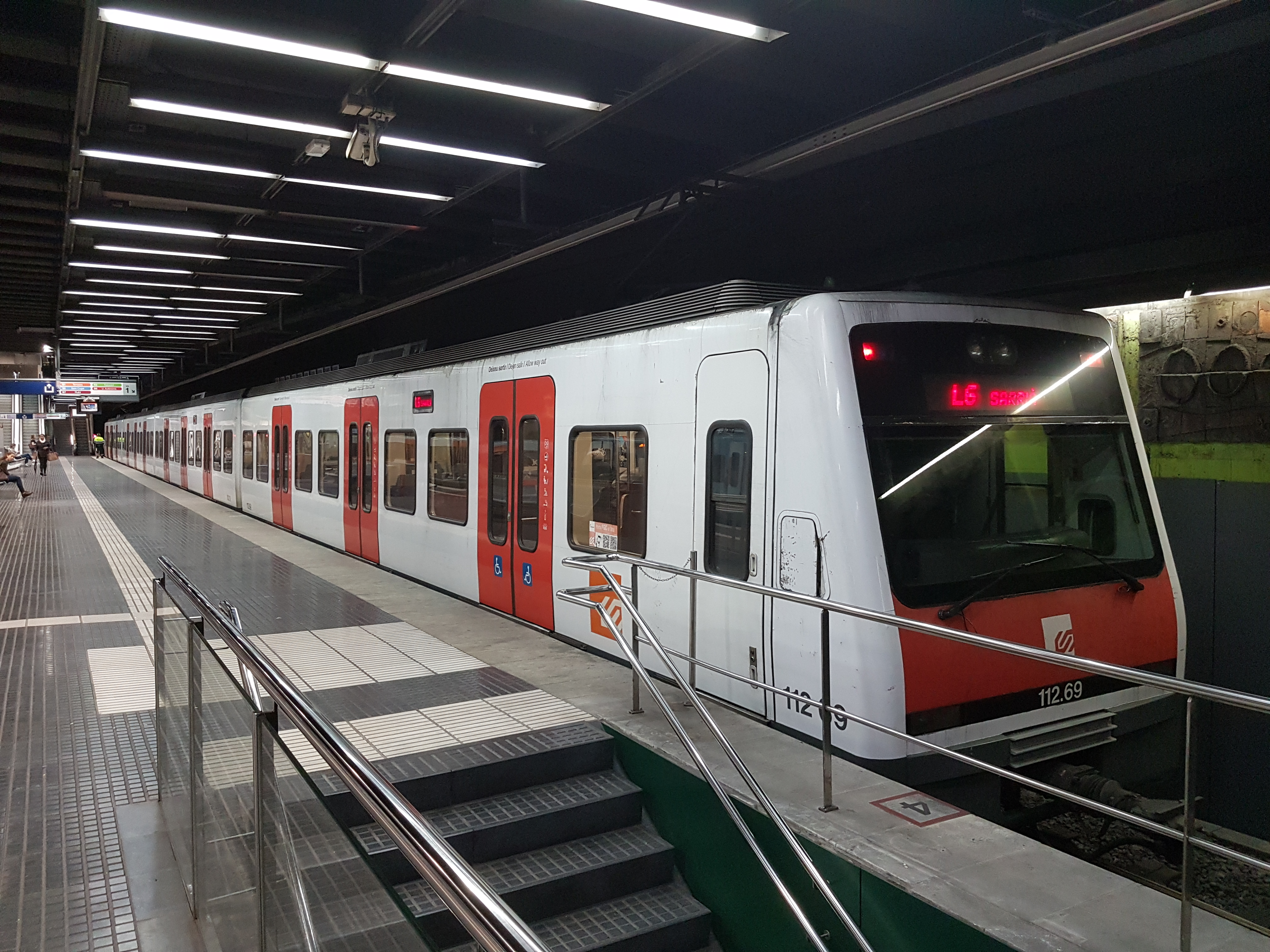
La L6 deixa d'arribar a Reina Elisenda per permetre l'increment de serveis suburbans cap al Vallès.

La cua de maniobres a l'estació de Barcelona - Plaça Catalunya és un projecte per dur a terme una millora en les freqüències dels serveis de la línia Barcelona-Vallès. Inicialment hi havia dues alternatives: 1. partir de l'estació, creuar la Rambla, seguir sota la calçada de la Plaça de Catalunya direcció Passeig de Gràcia fins a la cruïlla amb Ronda de Sant Pere; 2. seguir recte pel carrer de Fontanella fins a la plaça d'Urquinaona.
L'opció escollida no pot hipotecar una futura prolongació, ja que la cua de maniobres podria ser l'inici d'un nou túnel cap al Vallès, ja sigui realitzar el "Llaç de Gràcia" o "llaç ferroviari", o el perllongament cap al Poblenou i el túnel d'Horta (línia Poblenou-UAB). Les dues opciones afectarien a restes de la muralla medieval i les dues són complexes per salvar (en cas de prolongació) cinc línies de metro i d'Adif.
Actualment les freqüències són de 120 segons (dos minuts) i l'obra permetria freqüències de 90 segons (un minut i mig), passant dels 32 trens hora actuals als 40, millorant en un 30% la capacitat de la Línia Barcelona-Vallès.
El DPTOP recomanava el projecte de Fontanella i els estudis així ho confirmaven. L'agost del 2008 el DPTOP va iniciar el procés d'informació pública de l'estudi informatiu i de l'estudi ambiental de la nova cua de maniobres. Aquesta seria de 750 metres de longitud a 18 metres de profunditat perllongant les vies 1 i 2 fins a la plaça d'Urquinaona, amb capacitat d'estacionar tres trens i suposava una inversión de 108 milions d'euros, que incloïa la remodelació de l'estació i ampliació dels túnels d'accés. Es construiria en mina, des d'un pou d'explotació situat a la Plaça d'Urquinaona, per minimitzar les afectacions en superfície. Al gener del 2009 es va adjudicar la redacció del projecte constructiu.
L'agost del 2011 es va conèixer que no es construiria la nova cua de maniobres i el nou govern de la Generalitat de Catalunya estudiava alternatives per augmentar les freqüències de trens. El nou govern de l'Ajuntament de Barcelona, tampoc veia bé aquest projecte, adduint a les afeccions en superfície que causaria en un punt central de la ciutat. Una de les possibilitats és reduir el servei de la L7 perquè fos una llançadora entre Gràcia i Av. Tibidabo.
Intercanviador Central de Barcelona
Aquest projecte no apareix al Pla Director d'Infraestructures i l'Autoritat del Transport Metropolità i la Generalitat de Catalunya n'han estudiat la seva viabilitat. La creació del llaç ferroviari de Gràcia es duria a terme amb el perllongament de la cua de maniobres de Plaça de Catalunya i la creació de l'Intercanviador Central de Barcelona.
L'Intercanviador Central de Barcelona enllaçaria L1, L2, L3, L4, L6 i L7, altres línies de FGC i línies de Renfe, apareix al Pla d'infraestructures del transport de Catalunya 2006-2026 i a altres avantprojectes de l'Autoritat del Transport Metropolità.

### Línia 12 (projecte cancel·lat)
La línia 12 era un projecte de la Generalitat de Catalunya que a la pràctica era una extensió de la línia 6, ja que connectaria l'estació de Sarrià amb Castelldefels a través del túnel de Reina Elisenda de la L6, ramal realitzat a la dècada de 1970 amb la previsió de perllongar-lo a Esplugues de Llobregat.
Es va afegir al Pla Director d'Infraestructures 2001-2010 a últim moment i la línia tindria 26 km de longitud i comptaria amb vint-i-tres estacions, el seu cost es va plantejar de 1.000 milions d'euros i que podria estar finalitzada l'any 2008.
El 2005 es va replantejar el projecte. Una alternativa era la creació d'un metro semilleuger entre Castelldefels i Sant Boi de Llobregat o Cornellà de Llobregat on enllaçaria amb Rodalies de Catalunya i FGC i perllongar les línies L1, L3 i el Trambaix. Finalment es va substituir per dos projectes, el perllongament de la L3 fins a Sant Feliu de Llobregat, la línia Castelldefels-Cornellà per a Rodalies de Catalunya que apareix al Pla de Rodalies Barcelona 2008-2015 elaborat pel Ministeri de Foment.
Per altra banda la línia 6 es perllongaria amb tres estacions fins a Finestrelles | Sant Joan de Déu amb un traçat similar al de la línia 12.

### Línia 12 (projecte final)
La línia 12 va ser inaugurada el 12 de setembre de 2016. Fa un servei de tren llançadora independent entre Sarrià i Reina Elisenda.

## Futures ampliacions

Línies L6 i L7 i el perllongament de la L6.

Al PDI 2001-2010 l'actuació AX17 plantejava la construcció de l'anomenada línia 12, en la revisió del PDI es va substituir aquesta per l'AX17a (perllongament de la L3) i l'AX17b. Aquesta última suposava perllongar la línia 6 fins a Esplugues de Llobregat com ja es preveia quan es va construir el ramal de Reina Elisenda.
Al PDI 2009-2018 es recull la mateixa actuació: perllongament de la línia 6 en 2,7 km entre Reina Elisenda i Finestrelles | Sant Joan de Déu amb la construcció de tres estacions a Pedralbes, Eulàlia d'Anzizu i Finestrelles. A aquesta última es construiria un enllaç amb la línia 3. Les tres estacions són:
- Pedralbes, zona residencial i d'equipaments educatius (ESADE i escoles).
- Eulàlia d'Anzizu, en una zona d'equipaments educatius (Campus Nord de la Universitat Politècnica de Catalunya).
- Finestrelles | Sant Joan de Déu, en una zona d'equipaments sanitaris (Sant Joan de Déu) i al barri residencial de Finestrelles. Connexió amb L3.